# Campeonato Mundial de Atletismo de 2007 - 10000 m masculino

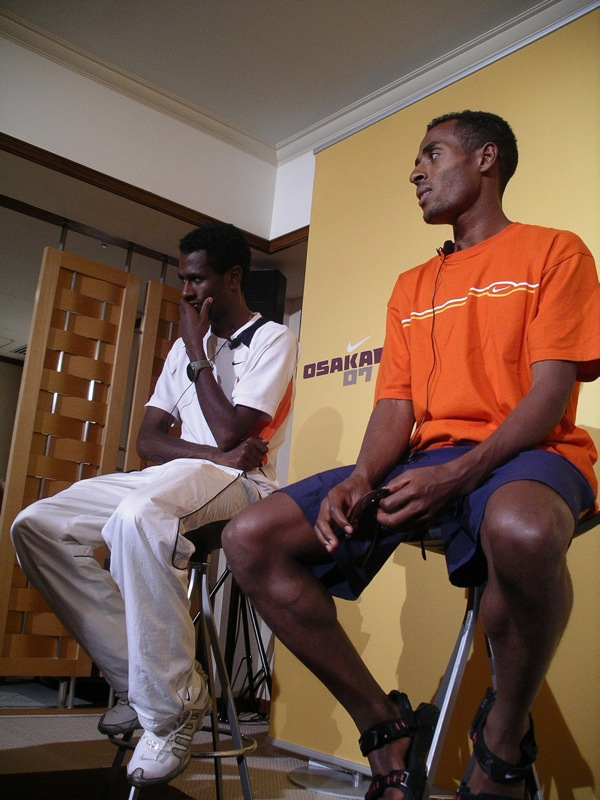
Sileshi Sihine (à esquerda) e Kenenisa Bekele (à direita) conversam com os repórteres um dia depois de terminarem em segundo e primeiro lugar, respectivamente, nos 10.000m no Campeonato Mundial de Atletismo de 2007 em Osaka, Japão.

A competição dos 10000 metros masculino no Campeonato Mundial de Atletismo de 2007 foi realizada no Estádio Nagai, em Osaka, no Japão, no dia 27 de agosto de 2007.

## Recordes
Antes desta competição, os recordes mundiais e do campeonato nesta prova eram os seguintes:
| Tipo                  | Atleta          | Tempo    | Local    | Data                 |
| --------------------- | --------------- | -------- | -------- | -------------------- |
|                       | Kenenisa Bekele | 26:17.53 | Bruxelas | 26 de agosto de 2005 |
| Recorde do campeonato | Kenenisa Bekele | 26:49.57 | Paris    | 24 de agosto de 2003 |

## Medalhistas
| Ouro                  | Prata                | Bronze                |
| Kenenisa Bekele (ETH) | Sileshi Sihine (ETH) | Martin Mathathi (KEN) |

## Calendário
Todos os horários estão no horário local (UTC+9)
| Data         | Horário | Fase  |
| ------------ | ------- | ----- |
| 27 de agosto | 21:40   | Final |

## Resultado final
A prova ocorreu dia 27 de agosto às 21:40.
| Pos.              | Atleta                    | Nacionalidade  | Tempo      | Notas                |
| ----------------- | ------------------------- | -------------- | ---------- | -------------------- |
| Medalha de ouro   | Kenenisa Bekele           | Etiópia        | 27:05.90   | Recorde da temporada |
| Medalha de prata  | Sileshi Sihine            | Etiópia        | 27:09.03   |                      |
| Medalha de bronze | Martin Mathathi           | Quênia         | 27:12.17   |                      |
| 4                 | Zersenay Tadese           | Eritreia       | 27:21.37   |                      |
| 5                 | Josephat Ndambiri         | Quênia         | 27:31.41   |                      |
| 6                 | Gebregziabher Gebremariam | Etiópia        | 27:44.58   |                      |
| 7                 | Abdihakem Abdirahman      | Estados Unidos | 27:56.62   |                      |
| 8                 | Josphat Kiprono Menjo     | Quênia         | 28:25.67   |                      |
| 9                 | Dathan Ritzenhein         | Estados Unidos | 28:28.59   | Recorde da temporada |
| 10                | Boniface Toroitich Kiprop | Uganda         | 28:30.99   |                      |
| 11                | Galen Rupp                | Estados Unidos | 28:41.71   |                      |
| 12                | Kensuke Takezawa          | Japão          | 28:51.69   |                      |
| 13                | Tadese Tola               | Etiópia        | 28:51.75   |                      |
| 14                | Alejandro Suárez          | México         | 28:52.19   |                      |
| 15                | Wilson Busienei           | Uganda         | 29:24.72   | Recorde da temporada |
| 16                | Dickson Marwa             | Tanzânia       | 29:25.91   |                      |
| 17                | Kazuhiro Maeda            | Japão          | 29:48.17   |                      |
| 18                | Michael Aish              | Nova Zelândia  | 30:34.16   |                      |
| 99 !              | Khalid El Aamri           | Marrocos       | 99:00.00 ! | DNF                  |
| 99 !              | Simon Bairu               | Canadá         | 99:00.00 ! | DNF                  |
| 99 !              | Ahmad Hassan Abdullah     | Catar          | 99:00.00 ! | DNF                  |
| 99 !              | Essa Ismail Rashed        | Catar          | 99:00.00 ! | DNF                  |
| 99 !              | Hasan Mahboob             | Bahrein        | 99:00.00 ! | DNS                  |
| 99 !              | David Galván              | México         | 99:00.00 ! | DNS                  |

Legenda
| Recorde mundial       | Recorde mundial (World record)               |                       | Recorde africano                      | Recorde africano (African) |                                           | Q | Classificado por posição (Qualified) |
| Recorde do campeonato | Recorde do campeonato (Championship record)  | Recorde da América    | Recorde da América (Americas)         | q                          | Classificado por melhor tempo (Qualified) |   |                                      |
| Melhor marca do ano   | Melhor marca do ano (World leading)          | Recorde asiático      | Recorde asiático (Asian)              | DNS                        | Não largou (Did not start)                |   |                                      |
| Recorde nacional      | Recorde nacional (National record)           | Recorde europeu       | Recorde europeu (European)            | DNF                        | Não terminou (Did not finish)             |   |                                      |
| Recorde pessoal       | Recorde pessoal do atleta (Personal best)    | Recorde da Oceania    | Recorde da Oceania (Oceania)          | DSQ / DQ                   | Desclassificado (Disqualified)            |   |                                      |
| Recorde da temporada  | Recorde da temporada do atleta (Season best) | Recorde sul-americano | Recorde sul-americano (South America) | NM                         | Sem marca (No mark)                       |   |                                      |